# Lychrosimorphus vittatus
Lychrosimorphus vittatus là một loài bọ cánh cứng trong họ Cerambycidae.